# Tías
Tías, Las Palmas település Spanyolországban, Las Palmas tartományban. Tías Tinajo, San Bartolomé és Yaiza községekkel határos. Lakosainak száma 21 462 fő (2024).

## Népesség
A település népessége az elmúlt években az alábbi módon változott:
| Lakosok száma | 14 442 | 15 788 | 18 263 | 19 849 | 20 228 | 19 658 | 19 964 | 20 170 | 21 083 | 21 462 |
|               | 2001   | 2004   | 2007   | 2009   | 2012   | 2014   | 2017   | 2019   | 2022   | 2024   |